# لويس-لوسيان كلوتز
لويس-لوسيان كلوتز هو محامي وصحفي وسياسي فرنسي، ولد في 11 يناير 1868 في الدائرة التاسعة في باريس في فرنسا، وتوفي في 15 يونيو 1930 في باريس في فرنسا. نشط حزبياً في الحزب الراديكالي.

## مناصب
- انتخب عضو مجلس الشيوخ في الجمهورية الفرنسية الثالثة ‏.
- انتخب نائب فرنسي.
- انتخب وزير.
- انتخب Mayor of Ayencourt ‏.
- انتخب نائب برلماني [الإنجليزية]‏ (1898 – 1925).